# Ral·li de Jordània

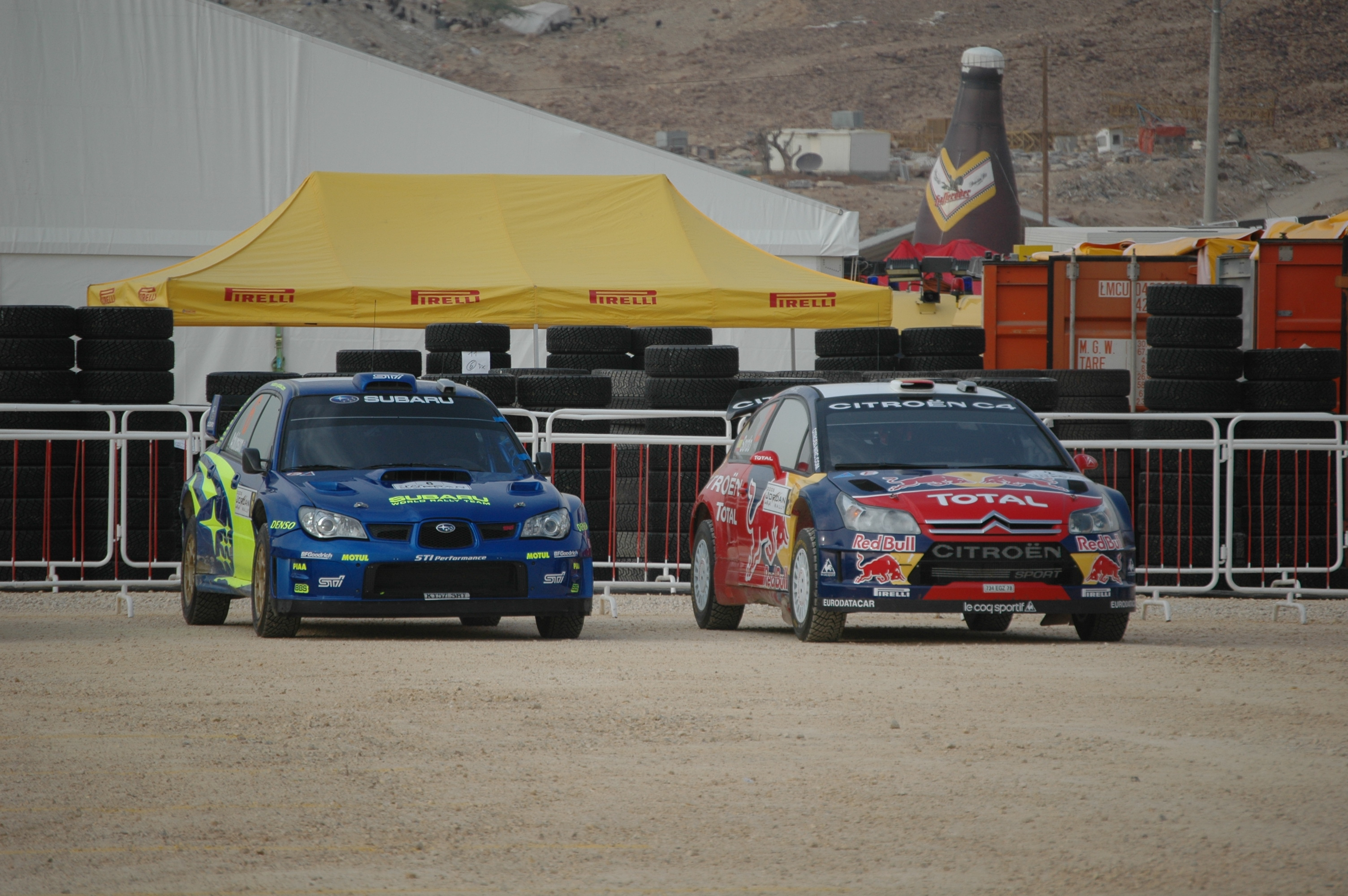
Chris Atkinson i Dani Sordo durant l'edició del 2008

El Ral·li de Jordània, oficialment Jordan Rally (رالي الأردن), és un ral·li que ha format part del Campionat Mundial de Ral·lis de la Federació Internacional d'Automobilisme (FIA). Habitualment forma part del Campionat de Ral·lis de l'Orient Mitjà. Els trams es disputen pels voltants de la capital del país, Amman.

## Guanyadors
A 31 de desembre de 2014
| Any  | Edició            | Pilot                  | Copilot              | Cotxe                           | Camp.       |
| ---- | ----------------- | ---------------------- | -------------------- | ------------------------------- | ----------- |
| 1981 | 1st Jordan Rally  | Michel Saleh           | Tony Samia           | Toyota Celica GT                |             |
| 1982 | 2nd Jordan Rally  | Michel Saleh           | Tony Samia           | Toyota Celica GT                |             |
| 1983 | 3rd Jordan Rally  | Saeed Al-Hajiri        | John Spiller         | Opel Manta 400                  | MERC        |
| 1984 | 4th Jordan Rally  | Mohammed Bin Sulayem   | Hasan Bin Shadour    | Toyota Celica Twin Cam Turbo    | MERC        |
| 1985 | 5th Jordan Rally  | Saeed Al-Hajiri        | John Spiller         | Porsche 911 SC RS               | MERC        |
| 1986 | 6th Jordan Rally  | Saeed Al-Hajiri        | John Spiller         | Porsche 911 SC RS               | MERC        |
| 1987 | 7th Jordan Rally  | Mohammed Bin Sulayem   | John Spiller         | Toyota Celica Twin Cam Turbo    | MERC        |
| 1988 | 8th Jordan Rally  | Mohammed Bin Sulayem   | Ronan Morgan         | Toyota Celica Twin Cam Turbo    | MERC        |
| 1989 | No disputat       | No disputat            | No disputat          | No disputat                     | No disputat |
| 1990 | 9th Jordan Rally  | Mohammed Bin Sulayem   | Ronan Morgan         | Toyota Celica GT 4              | MERC        |
| 1991 | No disputat       | No disputat            | No disputat          | No disputat                     | No disputat |
| 1992 | 10th Jordan Rally | Abbas Al-Mosawi        | Benny Smythe         | Toyota Celica GT 4              | MERC        |
| 1993 | 11th Jordan Rally | Sheikh Hammad Al-Thani | Abdullah Al Mari     | Mitsubishi Galant VR 4          | MERC        |
| 1994 | 12th Jordan Rally | Mohammed Bin Sulayem   | Phillip Mills        | Ford Escort RS Cosworth         | MERC        |
| 1995 | 13th Jordan Rally | Abdullah Bakhashab     | Bobby Willis         | Ford Escort RS Cosworth         | MERC        |
| 1996 | 14th Jordan Rally | Mohammed Bin Sulayem   | Ronan Morgan         | Ford Escort RS Cosworth         | MERC        |
| 1997 | 15th Jordan Rally | Mohammed Bin Sulayem   | Ronan Morgan         | Ford Escort RS Cosworth         | MERC        |
| 1998 | 16th Jordan Rally | Mohammed Bin Sulayem   | Ronan Morgan         | Ford Escort WRC                 | MERC        |
| 1999 | 17th Jordan Rally | Mohammed Bin Sulayem   | Ronan Morgan         | Ford Escort WRC                 | MERC        |
| 2000 | 18th Jordan Rally | Mohammed Bin Sulayem   | Ronan Morgan         | Ford Focus WRC                  | MERC        |
| 2001 | 19th Jordan Rally | Mohammed Bin Sulayem   | Khalid Zakaria       | Ford Focus WRC                  | MERC        |
| 2002 | 20th Jordan Rally | Mohammed Bin Sulayem   | John Spiller         | Ford Focus WRC                  | MERC        |
| 2003 | 21st Jordan Rally | Nasser Al-Attiyah      | Steve Lancaster      | Subaru Impreza WRC              | MERC        |
| 2004 | 22nd Jordan Rally | Amjad Farrah           | Khalid Zakaria       | Mitsubishi Lancer Evolution VII | MERC        |
| 2005 | 23rd Jordan Rally | Nasser Al-Attiyah      | Chris Patterson      | Subaru Impreza WRX Sti          | MERC        |
| 2006 | 24th Jordan Rally | Nasser Al-Attiyah      | Chris Patterson      | Subaru Impreza WRC              | MERC        |
| 2007 | 25th Jordan Rally | Khalid Al-Qassimi      | Michael Orr          | Subaru Impreza WRC              | MERC        |
| 2008 | 26th Jordan Rally | Mikko Hirvonen         | Jari-Mati Lehtinen   | Ford Focus WRC                  | WRC         |
| 2009 | 27th Jordan Rally | Nasser Al-Attiyah      | Giovanni Bernachini  | Subaru Impreza WRX N15          | MERC        |
| 2010 | 28th Jordan Rally | Sébastien Loeb         | Daniel Elena         | Citroën C4 WRC                  | WRC         |
| 2011 | 29th Jordan Rally | Sébastien Ogier        | Julien Ingrassia     | Citroën DS3 WRC                 | WRC         |
| 2012 | 30th Jordan Rally | Nasser Al-Attiyah      | Giovanni Bernacchini | Ford Fiesta RRC                 | MERC        |
| 2013 | 31st Jordan Rally | Nasser Al-Attiyah      | Giovanni Bernacchini | Ford Fiesta RRC                 | MERC        |
| 2014 | 32nd Jordan Rally | Nasser Al-Attiyah      | Giovanni Bernacchini | Ford Fiesta RRC                 | MERC        |